# ياكي ين تافيو
ياكي ين تافيو (بالإسبانية: Yaki Yen)‏ (21 أبريل 1989 ببويرتو ديل روساريو في إسبانيا - ) هو لاعب كرة قدم إسباني في مركز قلب الدفاع. شارك مع منتخب تايبيه الصينية لكرة القدم. أما مع النوادي، فقد لعب مع نادي تشانغتشون ياتاي وUD Pájara Playas de Jandía ‏ وUD Fuerteventura ‏ وCD Atlético Granadilla ‏ وLucena CF ‏.

## وصلات خارجية
- ياكي ين تافيو على موقع الاتحاد الدولي (مؤرشف)  (الإنجليزية)
- ياكي ين تافيو على موقع قاعدة بيانات كرة القدم.إي يو (الإنجليزية)
- ياكي ين تافيو على موقع ناشيونال فوتبول تيمز (الإنجليزية)
- ياكي ين تافيو على موقع Soccerway.com (الإنجليزية)